# 9466 Shishir
9466 Shishir este un asteroid din centura principală de asteroizi.

## Descriere
9466 Shishir este un asteroid din centura principală de asteroizi. A fost descoperit pe 22 mai 1998 la Socorro, New Mexico, în cadrul proiectului LINEAR. Asteroidul prezintă o orbită caracterizată de o semiaxă mare de 2,30 ua, o excentricitate de 0,18 și o înclinație de 5,5° în raport cu ecliptica.